# Melancholische specht
De melancholische specht (Dendropicos lugubris) is een vogel uit de familie Picidae (spechten).

## Verspreiding en leefgebied
Deze soort komt voor van Sierra Leone tot zuidwestelijk Nigeria.